# Johann Heinrich Steudel

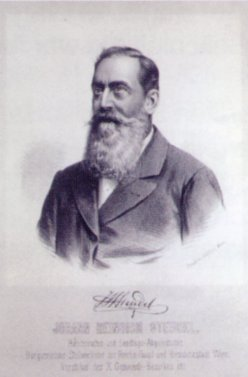
Johann Heinrich Steudel

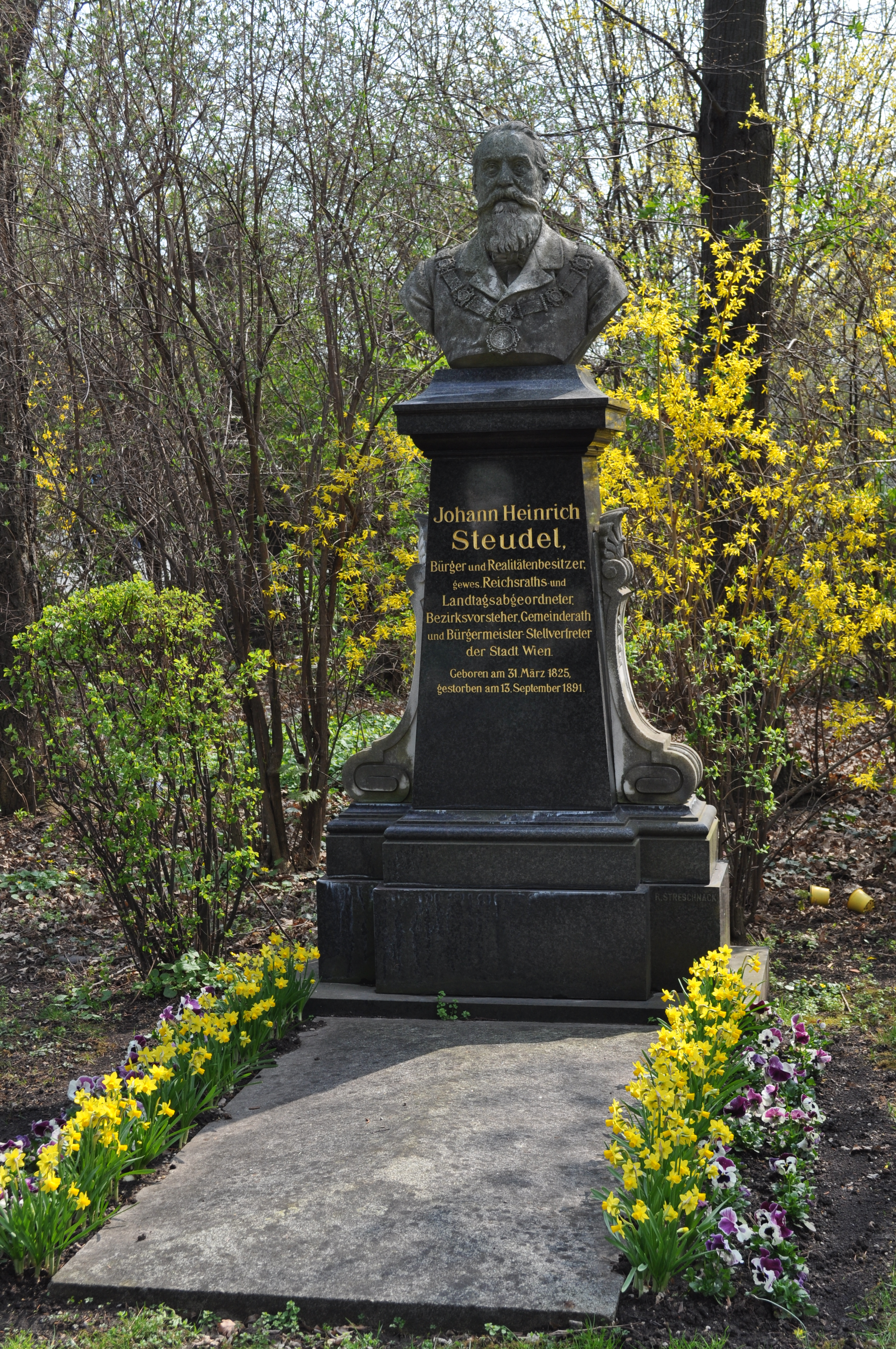
Grab von Johann Heinrich Steudel auf dem Wiener Zentralfriedhof

Johann Heinrich Steudel (* 31. März 1825 in der ehemaligen Wiener Vorstadt Schaumburgergrund; † 13. September 1891 in Weikersdorf, Niederösterreich, evangelisch A.B.) war ein linksliberaler österreichischer Politiker, auf dessen Initiative die Schaffung des 10. Wiener Gemeindebezirks, Favoriten, zurückgeht.

## Leben
Steudel war Sohn eines Gastwirts in der damaligen Wiener Vorstadt Schaumburgergrund, der heute großteils zum 4. Bezirk, Wieden, gehört. Sein Gasthaus befand sich an der heutigen Adresse 10., Favoritenstraße 76 (damals: 4., Himberger Straße 2). Steudel absolvierte, für einen Gastwirtssohn damals ungewöhnlich, das Akademische Gymnasium und begann dann Englisch, Französisch, Musik und Gesang zu studieren, wurde aber kurz nach Studienbeginn durch eine Krankheit des Vaters gehindert, weiter zu studieren; er musste seinen Vater im Gasthaus vertreten. 1844–1846 machte er eine ausgedehnte Auslandsreise, die ihn über Bayern und Württemberg nach Paris und London führte. Der Rückweg erfolgte über Frankreich, Belgien, die Niederlande, Sachsen und Preußen. Danach führte er endgültig das väterliche Gasthaus. Steudels Ortsgemeinde Wieden wurde 1850 in die Stadt Wien eingemeindet.
Durch Grundstücksspekulationen gelang es Steudel, großen Reichtum zu erwerben. Er wurde 1861, mehr als 50 Jahre vor der Einführung des allgemeinen und gleichen Wahlrechts in Wien, in den Wiener Gemeinderat gewählt, 1867 auch in den niederösterreichischen Landtag. Steudel schloss sich Mitte der 1860er Jahre der von der liberalen Linken abgespaltenen Äußersten Linken an und führte diese Fraktion im Wiener Gemeinderat, obwohl zunächst formal Franz Menter an deren Spitze stand. Nach dessen Tod 1866 wurde aber Steudel Obmann.
Steudel kandidierte immer wieder für das Amt des Bürgermeister-Stellvertreters und hatte, obwohl der kleinsten liberalen Fraktion angehörig, immer wieder Achtungserfolge. Zum späteren Bürgermeister Cajetan Felder ergab sich aus diesen Kandidaturen, bei denen Steudel gegen Felder angetreten war, ein angespanntes Verhältnis. 1867 setzte sich Steudel für die  Revision der Wahlordnung ein. Ein Jahr später schlug er vor, das Abgeordnetenhaus des Reichsrats in ein direkt zu wählendes Parlament umzuwandeln; der Vorschlag wurde 1873 realisiert. Als weitblickend stellte sich Steudels Plan heraus, die außerhalb des Linienwalls zu beachtlicher Größe angewachsene, 1850 eingemeindete Siedlung, die seit 1861 zwischen dem 4. und dem von diesem abgetrennten neuen 5. Wiener Gemeindebezirk, Margareten, geteilt war, in einen eigenen 10. Gemeindebezirk umzuwandeln. Durch die in jener Gegend befindlichen Fabriken und vor allem die Ziegelwerke am Wienerberg war enormes Bevölkerungswachstum vorhersehbar. Gegen die Widerstände der betroffenen Bezirke, die an Territorium verlieren sollten, wurde Steudels Plan 1874 realisiert. Er wurde der erste Bezirksvorsteher des neuen, Favoriten genannten Bezirkes und war in dieser Funktion von 1875 bis 1883 tätig.
1882 wurde Steudel zum 2. Bürgermeister-Stellvertreter gewählt und blieb dies bis 1889. Dann wurde der 1. Bürgermeister-Stellvertreter, Johann Nepomuk Prix, selbst Bürgermeister und Steudel rückte nach. Außerdem war Steudel von 1873 bis 1885 liberaler Reichsratsabgeordneter aus dem Kronland Niederösterreich.

## Ehrungen
1875 wurde die Steudelgasse im 10. Bezirk, Favoriten, nach ihm benannt, insofern ungewöhnlich, als ansonsten Straßenbenennungen in Wien zumeist nur nach verstorbenen Personen erfolgten. Steudel wurde in einem Ehrengrab auf dem Wiener Zentralfriedhof (Gruppe 14A, Nummer 26) beigesetzt. Im Bereich des 2010 abgetragenen Südbahnhofs trug ein Verbindungstunnel zwischen Südbahn und Ostbahn den Namen Steudeltunnel; der Tunnel wurde im Zuge des Baues des neuen Hauptbahnhofs 2010 demoliert.